# Arge gracilicornis
Arge gracilicornis ist eine Pflanzenwespe aus der Familie der Bürstenhornblattwespen. Sie ist in Europa verbreitet.

## Merkmale
Männchen wie Weibchen können Größen von 8 bis 12 mm erreichen, wobei Männchen jedoch oft etwas kleiner als Weibchen (12 bis 15 mm) sind. Der Körper ist, unter Einschluss des Hinterleibs, metallisch blauschwarz gefärbt, auch der Rumpfabschnitt trägt keine hellen Zeichnungselemente. Die Beine sind schwarz oder bräunlich. Die Flügel sind durchsichtig (hyalin), aber immer mehr oder weniger stark bräunlich verdunkelt, das Flügelmal (Pterostigma) ist schwarz gefärbt. Die kurze Behaarung ist in allen Teilen bräunlich, nirgends silbrigweiß. Für eine genaue Bestimmung und Unterscheidung von verwandten Arten sind Merkmale der Flügeladerung heranzuziehen: Die Querader 3rm im Vorderflügel ist bei der Art gebogen, so dass die Flügelzelle 2RS vorn deutlich breiter ist als hinten.
Alle Bürstenhornblattwespen besitzen eine dreigliedrige Antenne, wobei das dritte Antennenglied verlängert ist und beim Weibchen zudem eine etwas keulige Verdickung aufweisen kann.

## Vorkommen
Die Art ist paläarktisch verbreitet und lebt in ganz Europa und dem nördlichen Asien, östlich bis Japan, Korea und Kamtschatka.
In Europa ist sie weit verbreitet und meist häufig. Oft sucht sie Kulturland oder Siedlungen auf. Auch Waldränder, Parkanlagen oder Trockenwiesen werden gerne als Aufenthalt gewählt. In Deutschland wird sie bevorzugt auf jungen, nicht fruchtenden Himbeer-Schösslingen im Wald gefunden, seltener auch auf Brombeerarten und Heckenrosen.

## Biologie
Arge gracilicornis kann als tagaktives Insekt etwa von Mai bis September beobachtet werden. Es gibt mehrere, überlappende Generationen. Beim Blütenbesuch werden Doldenblütler (z. B. auch Pastinak) bevorzugt. Ihre Paarung erfolgt im April. Zur Eiablage stechen ihre Weibchen junge Triebe, manchmal auch Blattadern ihrer Rubus-Wirtspflanzen an. Die Larven von Arge gracilicornis fressen oft gesellig an jenen Blatträndern. Sie gilt weder als gefährdet, noch ist sie unter Schutz gestellt. Als Nahrung werden von Larven Blätter von Rubusarten (z. B. Himbeere oder Brombeeren) gewählt; Imagines nutzen Pollen und Nektar.